# Madison Keys
Madison Keys (Rock Island, Illinois, 1995. február 17. –) amerikai Grand Slam-tornagyőztes profi teniszjátékos, olimpikon.
Profi karrierjét 2009-ben kezdte. Egyéniben tíz WTA-tornán szerezte meg az első helyet, emellett egyéniben három, párosban egy ITF-tornagyőzelemmel rendelkezik. Grand Slam-tornákon a legjobb eredményeit 2025-ben érte el, amikor megnyerte az Australian Opent. Legjobb világranglista-helyezése egyéniben a 2025. február 24-én elért 5. hely, párosban az 56. helyen állt 2022. október 24-én. A junior ranglistán a legjobb helyezése a 2011. szeptemberben elért 16. hely volt.
Kilencéves korától volt a Chris Evert Teniszakadémia tagja. A WTA történetének egyik legfiatalabb versenyzője, aki hivatalos WTA-tornán győzni tudott: 14 éves és 48 napos volt, amikor a 2009. évi MPS Group Championships versenyen legyőzte Alla Kudrjavcevát.
A 2016-os riói olimpián az elődöntőig jutott, és a bronzéremért játszhatott a cseh Petra Kvitová ellen, de három szettben alulmaradt, így a negyedik helyet szerezte meg.

## Grand Slam-döntői

### Egyéni

#### Győzelmei (1)
| Év   | Helyszín        | Ellenfél a döntőben | Eredmény a döntőben |
| 2025 | Australian Open | Arina Szabalenka    | 6–3, 2–6, 7–5       |

#### Elveszített döntői (1)
| Év   | Helyszín | Ellenfél a döntőben | Eredmény a döntőben |
| 2017 | US Open  | Sloane Stephens     | 3–6, 0–6            |

## WTA döntői

### Egyéni: 15 (10 győzelem, 5 vereség)
| Összesítés                                   |                              |
| Grand Slam-torna (1)                         |                              |
| Premier Mandatory (0)                        | WTA 1000 (kötelező)* (0)     |
| Premier Five (1)                             | WTA 1000 (nem kötelező)* (0) |
| Premier (4)                                  | WTA 500* (3)                 |
| International (0)                            | WTA 250* (1)                 |
| WTA Finals (0)                               |                              |
| Tournament of Champions/WTA Elite Trophy (0) |                              |
| Olimpia (0)                                  |                              |

*2021-től megváltozott a tornák kategóriáinak elnevezése.
| Borítás szerint |
| --------------- |
| Kemény (5–3)    |
| Fű (3–0)        |
| Salak (2–2)     |
| Szőnyeg (0–0)   |

| Eredmény | No. | Dátum                | Torna                                                    | Borítás | Ellenfél             | Eredmény      |
| -------- | --- | -------------------- | -------------------------------------------------------- | ------- | -------------------- | ------------- |
| Győztes  | 1.  | 2014. június 21.     | AEGON International, Eastbourne, Egyesült Királyság      | Fű      | Angelique Kerber     | 6–3, 3–6, 7–5 |
| Döntős   | 1.  | 2015. április 12.    | Family Circle Cup, Charleston, Amerikai Egyesült Államok | Salak   | Angelique Kerber     | 2–6, 6–4, 5–7 |
| Döntős   | 2.  | 2016. május 15.      | Rome Masters, Róma, Olaszország                          | Salak   | Serena Williams      | 6–7(5), 3–6   |
| Győztes  | 2.  | 2016. június 19.     | AEGON Classic, Birmingham, Egyesült Királyság            | Fű      | Barbora Strýcová     | 6–3, 6–4      |
| Döntős   | 3.  | 2016. július 31.     | Canadian Open, Montréal, Kanada                          | Kemény  | Simona Halep         | 6-7(2) 3-6    |
| Győztes  | 3.  | 2017. augusztus 6.   | Bank of the West Classic, Stanford, Egyesült Államok     | Kemény  | Coco Vandeweghe      | 7-6(4), 6-4   |
| Döntős   | 4.  | 2017. szeptember 10. | US Open, New York                                        | Kemény  | Sloane Stephens      | 3-6, 0-6      |
| Győztes  | 4.  | 2019. április 7.     | WTA Charleston, Charleston, Egyesült Államok             | Salak   | Caroline Wozniacki   | 7-6(5), 6-3   |
| Győztes  | 5.  | 2019. augusztus 17.  | Cincinnati Masters, Cincinnati, Egyesült Államok         | Kemény  | Szvetlana Kuznyecova | 7–5, 7–6(5)   |
| Döntős   | 5.  | 2020. január 12.     | Brisbane International, Brisbane, Ausztrália             | Kemény  | Karolína Plíšková    | 4–6, 6–4, 5–7 |
| Győztes  | 6.  | 2022. január 15.     | Adelaide Open, Adelaide, Ausztrália                      | Kemény  | Alison Riske         | 6–1, 6–2      |
| Győztes  | 7.  | 2023. július 1.      | Eastbourne International, Eastbourne, Egyesült Királyság | Fű      | Darja Kaszatkina     | 6–2, 7–6(13)  |
| Győztes  | 8.  | 2024. május 26.      | Internationaux de Strasbourg, Strasbourg, Franciaország  | Salak   | Danielle Collins     | 6–1, 6–2      |
| Győztes  | 9.  | 2025. január 11.     | Adelaide International, Adelaide, Ausztrália             | Kemény  | Jessica Pegula       | 6–3, 4–6, 6–1 |
| Győztes  | 10. | 2025. január 25.     | Australian Open, Melbourne, Ausztrália                   | Kemény  | Arina Szabalenka     | 6–3, 2–6, 7–5 |

## WTA Challenger és ITF döntők

### Egyéni: 4 (3 győzelem, 1 vereség)
| Versenytípus              |
| ------------------------- |
| WTA Challenger 125s (0–0) |
| ITF $100,000 (0–0)        |
| ITF $75,000 (1–0)         |
| ITF $50,000 (1–0)         |
| ITF $25,000 (0–1)         |
| ITF $15,000 (0–0)         |
| ITF $10,000 (1–0)         |

| Eredmény | No. | Dátum              | Torna                                                                | Borítás    | Ellenfél         | Eredmény    |
| -------- | --- | ------------------ | -------------------------------------------------------------------- | ---------- | ---------------- | ----------- |
| Győztes  | 1.  | 2010. június 27.   | Cleveland, Amerikai Egyesült Államok                                 | Salak      | Piia Suomalainen | 6–2, 6–4    |
| Döntős   | 1.  | 2010. október 31.  | Bayamon, Puerto Rico                                                 | Kemény     | Lauren Davis     | 6–7(5), 4–6 |
| Győztes  | 2.  | 2012. október 28.  | National Bank Challenger Saguenay, Saguenay, Kanada                  | Kemény (f) | Eugenie Bouchard | 6–4, 6–2    |
| Győztes  | 3.  | 2012. november 11. | Goldwater Women's Tennis Classic, Phoenix, Amerikai Egyesült Államok | Kemény     | Maria Sanchez    | 6–3, 7–6(1) |

### Páros: 1 (1 győzelem)
| Versenytípus              |
| ------------------------- |
| WTA Challenger 125s (0–0) |
| ITF $100,000 (0–0)        |
| ITF $75,000 (0–0)         |
| ITF $50,000 (1–0)         |
| ITF $25,000 (0–0)         |
| ITF $15,000 (0–0)         |
| ITF $10,000 (0–0)         |

| Eredmény | No. | Dátum           | Torna                                                                  | Borítás | Partner           | Ellenfél                 | Eredmény          |
| -------- | --- | --------------- | ---------------------------------------------------------------------- | ------- | ----------------- | ------------------------ | ----------------- |
| Győztes  | 1.  | 2012. július 15 | Yakima Regional Hospital Challenger, Yakima, Amerikai Egyesült Államok | Kemény  | Samantha Crawford | Hszü ji-fan Csou Ji-miao | 6–3, 2–6, [12–10] |

## Eredményei Grand Slam-tornákon

### Egyéni
| Grand Slam | Australian Open | Australian Open    | Roland Garros | Roland Garros      | Wimbledon   | Wimbledon           | US Open  | US Open             |
| Év         | Eredmény        | Utolsó ellenfél    | Eredmény      | Utolsó ellenfél    | Eredmény    | Utolsó ellenfél     | Eredmény | Utolsó ellenfél     |
| 2010       | –               | –                  | –             | –                  | –           | –                   | Q1       | Maria Elena Camerin |
| 2011       | –               | –                  | –             | –                  | –           | –                   | 2. kör   | Lucie Šafářová      |
| 2012       | 1. kör          | Cseng Csie         | –             | –                  | Q2          | Doi Miszaki         | Q2       | Paula Ormaechea     |
| 2013       | 3. kör          | Angelique Kerber   | 2. kör        | Mónica Puig        | 3. kör      | Agnieszka Radwańska | 1. kör   | Jelena Janković     |
| 2014       | 2. kör          | Cseng Csie         | 1. kör        | Sara Errani        | 3. kör      | Jaroszlava Svedova  | 2. kör   | Aleksandra Krunić   |
| 2015       | Elődöntő        | Serena Williams    | 3. kör        | Bacsinszky Tímea   | Negyeddöntő | Agnieszka Radwańska | 3. kör   | Serena Williams     |
| 2016       | 4. kör          | Csang Suaj         | 4. kör        | Kiki Bertens       | 4. kör      | Simona Halep        | 4. kör   | Caroline Wozniacki  |
| 2017       | –               | –                  | 2. kör        | Petra Martić       | 2. kör      | Camila Giorgi       | Döntő    | Sloane Stephens     |
| 2018       | Negyeddöntő     | Angelique Kerber   | Elődöntő      | Sloane Stephens    | 3. kör      | J Rogyina           | Elődöntő | Ószaka Naomi        |
| 2019       | 4. kör          | Elina Szvitolina   | Negyeddöntő   | Ashleigh Barty     | 2. kör      | Polona Hercog       | 4. kör   | Elina Szvitolina    |
| 2020       | 3. kör          | María Szákari      | 1. kör        | Csang Suaj         | elmaradt    | elmaradt            | 3. kör   | Alizé Cornet        |
| 2021       | –               | –                  | 3. kör        | Viktorija Azaranka | 4. kör      | Viktorija Golubic   | 1. kör   | Sloane Stephens     |
| 2022       | Elődöntő        | Ashleigh Barty     | 4. kör        | V Kugyermetova     | –           | –                   | 3. kör   | Cori Gauff          |
| 2023       | 3. kör          | Viktorija Azaranka | 2. kör        | Kayla Day          | Negyeddöntő | Arina Szabalenka    | Elődöntő | Arina Szabalenka    |
| 2024       | –               | –                  | 3. kör        | Emma Navarro       | 4. kör      | Jasmine Paolini     | 3. kör   | Elise Mertens       |
| 2025       | Győztes         | Arina Szabalenka   | Negyeddöntő   | Cori Gauff         | 3. kör      | Laura Siegemund     |          |                     |

### Páros
| Grand Slam | Australian Open          | Australian Open                     | Roland Garros            | Roland Garros             | Wimbledon              | Wimbledon                   | US Open            | US Open                  |
| Év         | Eredmény Partner         | Utolsó ellenfél                     | Eredmény Partner         | Utolsó ellenfél           | Eredmény Partner       | Utolsó ellenfél             | Eredmény Partner   | Utolsó ellenfél          |
| 2011       | –                        | –                                   | –                        | –                         | –                      | –                           | 1. kör S. Crawford | Sz. Mirza J. Vesznyina   |
| 2012       | –                        | –                                   | –                        | –                         | –                      | –                           | 2. kör J. Pegula   | J. Makarova J. Vesznyina |
| 2013       | –                        | –                                   | 1. kör M. Oudin          | L. Davis M. Moulton-Levy  | 1. kör M. Oudin        | C. Pironkova Y. Wickmayer   | –                  | –                        |
| 2014       | 3. kör A. Riske          | A. Hlaváčková L. Šafářová           | 3. kör A. Riske          | L. Hradecká M. Krajicek   | 2. kör A. Riske        | A. Kudrjavceva A. Rodionova | –                  | –                        |
| 2015       | 1. kör A. Riske          | J. Makarova J. Vesznyina            | –                        | –                         | 1. kör L. Robson       | J. Makarova J. Vesznyina    | 1. kör L. Raymond  | K. Flipkens L. Robson    |
| 2016       | 2. kör Ajla Tomljanović] | Dominika Cibulková Kirsten Flipkens | –                        | –                         | 1. kör Sloane Stephens | Babos Tímea J Svedova       | –                  | –                        |
| 2017–2021  | –                        | –                                   | –                        | –                         | –                      | –                           | –                  | –                        |
| 2022       | –                        | –                                   | Elődöntő Taylor Townsend | Cori Gauff Jessica Pegula |                        |                             |                    |                          |

## Részvételei az év végi bajnokságokon
- NK=nem szerzett kvalifikációt; CSK=csoportkör; ND=negyeddöntő; ED=elődöntő; D=döntő; GY=győztes; ELM=elmaradt.

| Torna            | 2009 | 2010 | 2011 | 2012 | 2013 | 2014 | 2015 | 2016 | 2017 | 2018 | 2019 | 2020 | 2021 | Gy–V |
| ---------------- | ---- | ---- | ---- | ---- | ---- | ---- | ---- | ---- | ---- | ---- | ---- | ---- | ---- | ---- |
| WTA Finals       | NK   | NK   | NK   | NK   | NK   | NK   | NK   | CSK  | NK   | NK   | NK   | ELM  | NK   | 1–2  |
| WTA Elite Trophy | NK   | NK   | NK   | NK   | NK   | NK   | NK   | NK   | NK   | CSK  | CSK  | ELM  | ELM  | 2–2  |

## Év végi világranglista-helyezései
| Év     | 2009 | 2010 | 2011 | 2012 | 2013 | 2014 | 2015 | 2016 | 2017 | 2018 | 2019 | 2020 | 2021 | 2022 | 2023 | 2024 |
| Egyéni | 621. | 483. | 315. | 149. | 37.  | 31.  | 18.  | 8.   | 19.  | 17.  | 13.  | 16.  | 56.  | 11.  | 12.  | 21.  |
| Páros  | –    | –    | 907. | 265. | 972. | 123. | 240. | 350. | 465. | 479. | –    | –    | 540. | 56.  | 549. | 562. |